# Замок Ной-Эмс
Замок Ной-Эмс (нем. Burg Neu-Ems, также нем. Schloss Glopper) — средневековый замок на территории австрийского города Хоэнэмс (федеральная земля Форарльберг); был построен в 1343 году по приказу Ульриха I фон Эмса недалеко от замка Альт-Эмс. В 1407 году, во время Аппенцелльских войн, замок Ной-Эмс был разрушен, но немедленно восстановлен. В 1603 году на первом этаже была создана часовня, которая не сохранилась: за исключением двух остроконечных арочных окон на севере; алтарь из данной часовни, созданный антверпенским мастером около 1515—1520 годов, находится с 1835 года в Тирольском государственном музее. Замок находится в частной собственности у семьи Вальдбург-Цайль-Хоэнемс.

## История
Замок Ной-Эмс, также известны как Глоппер, был основан правителями Эмса: в 1343 году император Людовик IV Баварский разрешил Ульриху I фон Эмсу (Ritter Ulrich I von Ems) построить новый замок. Первоначально сооружение состояло только из восьмиугольной жилой башни, цистерны для воды и кольцевой стены, окружавшей двор. Ной-Эмс впервые упоминается в документах за 1401 год. Во время Аппенцелльских войн, в 1407 году, замок находился в осаде почти два месяца: когда у защитников закончилось продовольствие, они сдались. После этого замок был полностью разрушен. Реконструкция началась при Гансе Ульрихе I фон Эмсе и завершилась около 1430 года.
После того, как род Хоэнемс прервался в 1759 году, Глоппер вернулся в собственность Австрии в качестве имперского феодального владения. В 1834 году замковый комплекс был куплен Йозефом Петером. В 1843 году замок был приобретён Максимилианом, графом Вальдбург-Цайль-Хоэнемс, и с тех пор находится в частной собственности у семьи Вальдбург-Цайль-Хоэнемс: члены семьи иногда живут в нём в летние месяцы.